# Al Watan Al Akbar
Al-Watan Al-Akbar (arabisch الوطن الأكبر ‚Das größte Heimatland‘) ist ein panarabisches Lied, das in Ägypten entstand. Das Lied wurde 1960 von dem Ägypter Mohammed Abdel Wahab komponiert und von dem ägyptischen Komponisten Ali Ismael arrangiert, der Text stammt von dem Dichter Ahmad Shafik Kamal.

## Geschichte
Es wurde komponiert, um die Vereinigung von Ägypten und Syrien zur Vereinigten Arabischen Republik zu feiern. Außerdem wird die panarabische Vision eines geeinten arabischen Staates verkündet.